# X-Men: Thế hệ thứ nhất
Dị nhân: Thế hệ đầu tiên (tựa gốc tiếng Anh: X-Men: First Class) là một bộ phim siêu anh hùng của đạo diễn Matthew Vaughn và do sản xuất Bryan Singer, dựa trên các nhân vật X-Men xuất hiện trong Marvel Comics. Đây là phim thứ năm trong loạt phim X-Men, được coi như prequel cho bộ ba X-Men, lấy bối cảnh là cuộc khủng hoảng tên lửa Cuba năm 1962. Phim tập trung vào mối quan hệ giữa Charles Xavier (giáo sư X) và Erik Lensherr (Magneto), cũng như nguồn gốc của nhóm X-Men và hội Brotherhood. Bộ phim có sự góp mặt của các ngôi sao James McAvoy vai Xavier và Michael Fassbender vai Erik Lensherr. Các diễn viên khác bao gồm Kevin Bacon, January Jones, Rose Byrne, Jennifer Lawrence, Zoë Kravitz, Nicholas Hoult và Lucas Till. Hình thành trong năm 2006, First Class được đưa vào sản xuất trong tháng 8 năm 2010 và hoàn thành trong tháng 12, ra mắt tháng 6 năm 2011. Bộ phim nhận được đánh giá tích cực và là một thành công phòng vé với thu nhập của 353 triệu USD trên toàn thế giới.

## Nội dung phim
Lấy bối cảnh cuộc khủng hoảng tên lửa ở Cuba thời kì chiến tranh lạnh giữa các siêu cường là Mĩ và Liên Xô, X-Men: The First Class là câu chuyện về các dị nhân thời trẻ và cũng lý giải những nguyên nhân cho sự đối đầu suốt một đời của đôi bạn Giáo sư X và Magneto.
Mở đầu phim là cảnh một trại tập trung ở Ba Lan vào năm 1944, cậu bé Erik Lensherr vô tình bộc lộ khả năng điều khiển được kim loại của mình khi bị quân lính Phát xít Đức tách ra khỏi mẹ của cậu. Điều này đã gây chú ý đặc biệt với Sebastian Shaw, vốn cũng là một dị nhân xấu xa có khả năng hấp thu mọi nguồn năng lượng trên Trái Đất và giải phóng chúng. Vì bắt buộc Erik sử dụng năng lực để điều khiển đồng xu mà Shaw đã giết chết mẹ của cậu. Lòng căm thù và nỗi thù hận với Shaw của Magneto bắt đầu từ đây với tuổi thơ không mấy tươi đẹp.
Cùng thời điểm đó, cậu bé Charlie Xavier lần đầu tiên gặp cô bé Raven khi Raven đang biến hình thành mẹ của cậu để lục lọi đồ ăn trong tủ lạnh, Raven sống với Charlie từ đó và cậu xem cô như em gái ruột.
Chiến tranh thế giới thứ hai kết thúc, thế giới chia làm hai cực sau Hội nghi I-an-ta, hai siêu cường đứng đầu thế giới là Liên Xô và Mĩ quay sang đối đầu nhau. Chiến tranh lạnh trong một thời gian dài là mầm mống cho một cuộc Chiến tranh thế giới thứ ba có thể xảy ra bất kì lúc nào. Charlie Xavier lúc này đã bảo vệ thành công luận án tiến hóa của mình và có học hàm giáo sư ở đại học Oxford, còn Erik thì luôn nuôi ý chí tìm và giết Shaw. Charlie được một nhân viên của CIA là Moira nhờ giúp đỡ khi chính mắt cô ta trông thấy nhóm người đột biến (gồm Shaw, Emma, Azazel) dùng năng lực để đe dọa một quan chức cấp cao của Mỹ. Trong lúc bắt tàu ngầm của Shaw, Charlie và Erik lần đầu gặp nhau. Nhờ sự giúp sức của một nhân viên CIA khác và Hank McCoy (Nicholas Hoult), Charlie lần đầu tiên sử dụng Cerebro - cỗ máy giúp khuếch đại sóng não của anh trên phạm vi toàn cầu, nhờ đó mà Charlie và Erik đã lên đường chiêu mộ những dị nhân đầu tiên. Tuy nhiên, tàu ngầm của Shaw đã trốn chạy tới Bắc Cực và năng lực ngoại cảm của Emma báo cho Shaw biết phe địch đang chiêu mộ các dị nhân khác. Nhân lúc Moira, Erik, Charlie đi vắng, Shaw đã tấn công nơi ở của các dị nhân và lôi kéo được thêm Angel về phe của mình. Sau khi trở về, Charlie biết được Shaw mạnh hơn mình tưởng nhiều, anh bắt đầu dạy đội dị nhân cách điều khiển năng lực của họ, sẵn sàng cho cuộc chiến ngăn chặn chiến tranh hạt nhân- chiến tranh thế giới thứ ba.
X-men: The First Class cũng lý giải vì sao nhóm dị nhân ban đầu lại chia thành nhóm khác. Khi Raven bị đánh trúng tâm lý bởi những lời nói của Erik, cô nhận ra mình không cần phải giấu diếm bất cứ điều gì, và hoàn toàn tự hào về điều đó. Cuối phim, trong lúc Moira ngăn cản Erik phóng tên lửa về phía tàu Liên Xô và Mỹ, Erik đã vô tình bẻ cong đường đi của viên đạn và trúng vào thắt lưng của Charlie. Anh cố thuyết phục Charlie đi theo mình, nhưng Charlie lại cho thấy giờ đây hai người đi trên hai con đường hoàn toàn khác nhau. Raven tạm biệt Charlie để đi theo Erik, và cô nói với Hank, dị nhân thiên tài vẫn luôn tự ti về đôi bàn chân to thô kệch của mình: "Dị biệt và kiêu hãnh - Mutant And Proud." Charlie từ đó không còn cảm giác được chân của mình nữa, và Erik cũng không còn là Erik, anh đi thu thập những dị nhân khác, và sử dụng cái tên mới: Magneto.

## Diễn viên
- James McAvoy vai Charles Xavier / Giáo sư X
  - Laurence Belcher vào vai Charles Xavier lúc nhỏ
- Michael Fassbender vai Erik Lensherr / Magneto
  - Bill Milner vào vai Erik Lensherr lúc nhỏ
- Jennifer Lawrence vai Raven Darkholme / Mystique
  - Morgan Lily vào vai Raven Darkholme lúc nhỏ
- Rose Byrne vai Moira MacTaggert
- Nicholas Hoult vai Hank McCoy / Beast
- Lucas Till vai Alex Summers / Havoc
- Caleb Landry Jones vai Sean Cassidy / Banshee
- Kevin Bacon vai Sebastian Shaw
- January Jones vai Emma Frost
- Zoë Kravitz vai Angel Salvadore
- Edi Gathegi vai Armando Muñoz / Darwin
- Jason Flemyng vai Azazel

## Giải thưởng
| Năm  | Giải thưởng                          | Thể loại                          | Người Nhận Thưởng                                                      | Kết Quả   |
| ---- | ------------------------------------ | --------------------------------- | ---------------------------------------------------------------------- | --------- |
| 2011 | Ủy ban Quốc gia về Phê bình Điện ảnh | Spotlight Award                   | Michael Fassbender (Also for Shame, A Dangerous Method, and Jane Eyre) | Đoạt giải |
| 2011 | Hiệp hội phê bình phim Los Angeles   | Nam diễn viên chính xuất sắc nhất | Michael Fassbender (Also for Shame, A Dangerous Method, and Jane Eyre) | Đoạt giải |
| 2011 | 2011 Teen Choice Awards              | Choice Movie Breakout: Female     | Jennifer Lawrence                                                      | Đề cử     |
| 2011 | 2011 Teen Choice Awards              | Choice Movie Breakout: Female     | Zoë Kravitz                                                            | Đề cử     |
| 2011 | 2011 Teen Choice Awards              | Choice Movie Villain              | Kevin Bacon                                                            | Đề cử     |
| 2011 | 2011 Teen Choice Awards              | Choice Movie Chemistry            | Film                                                                   | Đề cử     |
| 2011 | 2011 Teen Choice Awards              | Choice Movie: Sci-Fi/Fantasy      | Film                                                                   | Đề cử     |
| 2011 | 2011 Scream Awards                   | The Ultimate Scream               | Film                                                                   | Đề cử     |
| 2011 | 2011 Scream Awards                   | Best Scream-Play                  | Film                                                                   | Đề cử     |
| 2011 | 2011 Scream Awards                   | Best Fantasy Movie                | Film                                                                   | Đoạt giải |
| 2011 | 2011 Scream Awards                   | Best Director                     | Matthew Vaughn                                                         | Đề cử     |
| 2011 | 2011 Scream Awards                   | Best Fantasy Actor                | James McAvoy                                                           | Đề cử     |
| 2011 | 2011 Scream Awards                   | Best Fantasy Actor                | Michael Fassbender                                                     | Đề cử     |
| 2011 | 2011 Scream Awards                   | Best Fantasy Actress              | Jennifer Lawrence                                                      | Đề cử     |
| 2011 | 2011 Scream Awards                   | Best Villain                      | Kevin Bacon                                                            | Đề cử     |
| 2011 | 2011 Scream Awards                   | Best Superhero                    | James McAvoy                                                           | Đề cử     |
| 2011 | 2011 Scream Awards                   | Breakout Performance: Female      | Zoë Kravitz                                                            | Đề cử     |
| 2011 | 2011 Scream Awards                   | Breakout Performance: Male        | Michael Fassbender                                                     | Đề cử     |
| 2011 | 2011 Scream Awards                   | Best Cameo                        | Hugh Jackman                                                           | Đoạt giải |
| 2011 | 2011 Scream Awards                   | Best Ensemble                     | Film                                                                   | Đề cử     |
| 2011 | 2011 Scream Awards                   | Best Comic Book Movie             | Film                                                                   | Đề cử     |
| 2012 | 2012 People's Choice Awards          | Favorite Action Movie             | Film                                                                   | Đề cử     |
| 2012 | 2012 People's Choice Awards          | Favorite Ensemble Movie Cast      |                                                                        | Đề cử     |
| 2012 | 2012 People's Choice Awards          | Favorite Movie Superhero          | Jennifer Lawrence                                                      | Đề cử     |
| 2012 | 2012 People's Choice Awards          | Favorite Movie Superhero          | James McAvoy                                                           | Đề cử     |
| 2012 | Saturn Awards                        | Best Science Fiction Film         | X-Men: First Class                                                     | Đề cử     |
| 2012 | Saturn Awards                        | Best Make-Up                      | Dave Elsey, Fran Needham, and Conor O'Sullivan                         | Đoạt giải |